# Jiří Feureisl
Jiří Feureisl (Strašice, 1931. október 3. – 2021. május 12.) csehszlovák válogatott cseh labdarúgó.

## Pályafutása
1954 és 1959 között a Dynamo Karlovy Vary labdarúgója volt. 1956 és 1958 között 11 alkalommal szerepelt a csehszlovák válogatottban és hét gólt szerzett. Részt vett az 1958-as svédországi világbajnokságon.